# Michel de Cubières

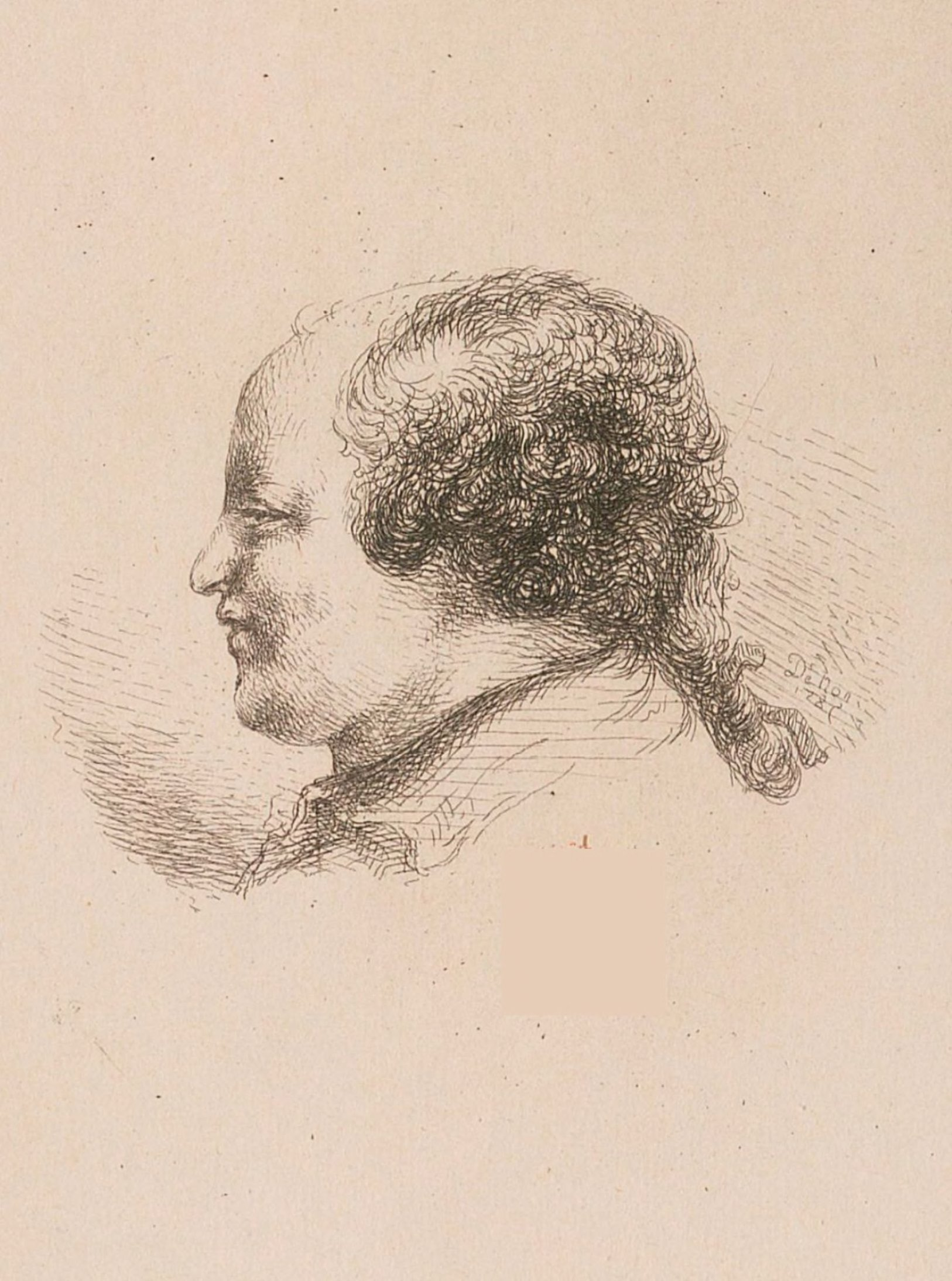
Michel de Cubières

Michel de Cubières (auch: Cubières-Palmézeaux oder Dorat-Cubières; * 27. September 1752 in Roquemaure; † 23. August 1820 in Paris) war ein französischer Schriftsteller.

## Leben und Werk
Michel de Cubières war als jüngerer Sohn einer südfranzösischen Adelsfamilie für den geistlichen Stand vorgesehen und besuchte von 1770 bis 1772 das Priesterseminar St. Sulpice in Paris. Er verließ es aus Mangel an Berufung, trat in den Dienst der Gräfin von Artois und begann eine Literatenkarriere, wobei er Claude-Joseph Dorat zum Vorbild nahm und zum Freund gewann. Nach dessen Tod nannte er sich Dorat-Cubières und übernahm Dorats Mätresse, Fanny de Beauharnais, mit der er bis an ihr Lebensende zusammen blieb und in deren literarischem Salon er Dauergast war. Die Französische Revolution, das Kaiserreich Napoleon Bonapartes und die 
Restauration lobte er gleichermaßen. Er schrieb Dichtung, zahlreiche Theaterstücke und Prosa. Die Erzählung Misogug erschien 1792 in deutscher Übersetzung. Cubières kritisierte den Einfluss von Nicolas Boileau auf die Literaturkritik. Lange vor Stendhals Racine et Shakespeare von 1823/1825 optierte er für Shakespeare und schrieb Racines Phèdre um (Hippolyte, 1803). 1812 legte er noch eine Poetik vor. Man hat ihn einen Zeugen der französischen Frühromantik genannt.

## Werke (Auswahl)
- Éloge de Claude-Joseph Dorat, suivi de poésies qui lui sont relatives. Gueffier, Paris 1781.
- Éloge de Voltaire, suivi de Poésies diverses. Gueffier, Paris 1783.
- Théâtre moral ou Pièces dramatiques nouvelles. 2 Bde. Cailleau, Paris 1784–1786.
- Opuscules poétiques. 3 Bde. Orléans 1784, 1786, 1791.
- Misogug, ou les Femmes comme elles sont. Histoire orientale traduite du chaldéen. Poinçot, Paris 1787.
  - (deutsch) Misogug, oder die Weiber wie sie sind! Eine orientalische Geschichte. A.-L. Reinicke, Leipzig 1792.
- Oeuvres choisies de Dorat-Cubières (M. de Cubières-Palmézeaux) pour servir de suite aux poésies de Dorat. Tome premier contenant les poésies patriotiques. Hrsg. Annette Delmar. Giron et Taissier, Paris 1793.
- Boileau jugé par ses amis et par ses ennemis, ou Le pour et le contre sur Boileau. Paris 1802. (Nachdruck von Lettre à M. le Mis de Ximenès sur l’influence de Boileau en littérature, 1787, und Lettre aux auteurs du Journal encyclopédique)
- (mit Fanny de Beauharnais) Nathan le Sage, ou le juif philosophe. Paris 1805. (Übersetzung und Bearbeitung von Lessings Nathan der Weise)
- Oeuvres dramatiques de C. Palmézeaux, ou Recueil des pièces de cet auteur qui ont été représentées sur différents théâtres. 4 Bde. Mme Desmarets, Paris 1810.
- Essai sur l’art poétique en général, et en particulier sur la versification française. Froullé, Paris 1812.